# 西谷拓也
西谷 拓也（にしたに たくや、1986年3月13日 - ）。フォーミュラレーシングドライバー。2005年3月にJASC-FJ1600に一戦参戦してライセンスを取得し、直後にアジアへ進出。中国広東省の広州市で活動していたが、現在は帰国。引退を正式に表明したことはないが、現在はレースの一線から事実上退いている。

## プロフィール
- 生年月日 1986年3月13日
- 身長 171cm
- 体重 61kg
- 血液型 O型
- 出身地 神奈川県横浜市
- 居住地 神奈川県横浜市

## レース歴
- 1998年 12歳でレーシングカートを始める 大井松田/YAMAHA-SL83参戦
- 1999年 大井松田/YAMAHA-SL86参戦
- 2000年 大井松田/YAMAHA-SP参戦
- 2001年 関東地方選手権/FP-2参戦
- 2002年 全日本選手権/ICA参戦
- 2003年 *U-18（アンダー18）FJ1600で四輪基本練習
- 2004年 ウインズドライバーズオーディション最優秀A合格 18歳になり普通自動車免許取得

FTRS十勝、韓国F4でフォーミュラレース準備
- 2005年 FJ1600（筑波） 19台中4位

```
フォーミュラレースデビュー
```

- 2005年 フォーミュラ・ルノー・アジア選手権 シリーズランキング5位/35台

1ラウンド 13位 上海インターナショナルサーキット(中国)
2ラウンド 4位 上海インターナショナルサーキット(中国)
3ラウンド 18位 珠海・インターナショナル・サーキット(中国)
4ラウンド － 珠海・インターナショナル・サーキット(中国)
5ラウンド 23位 セパン・インターナショナル・サーキット(マレーシア)
6ラウンド 7位 セパン・インターナショナル・サーキット(マレーシア)
7ラウンド 4位 珠海・インターナショナル・サーキット(中国)
8ラウンド 4位 珠海・インターナショナル・サーキット(中国)
9ラウンド 5位 上海インターナショナルサーキット(中国)
10ラウンド 17位 上海インターナショナルサーキット(中国)
11ラウンド 3位 北京・ゴールデンポート・サーキット(中国)
12ラウンド 4位 北京・ゴールデンポート・サーキット(中国)
13ラウンド 15位 ストリート・ギア・サーキット(マカオ)
- 2006年 フォーミュラ・ルノー・アジア選手権 シリーズランキング3位/45台（参戦8ラウンド後）

1ラウンド 3位 上海インターナショナルサーキット(中国)
2ラウンド 5位 上海インターナショナルサーキット(中国) シリーズランキング2位
3ラウンド 3位 珠海・インターナショナル・サーキット(中国)
4ラウンド 3位 珠海・インターナショナル・サーキット(中国) シリーズランキング3位
5ラウンド 中止 珠海・インターナショナル・サーキット(中国)
6ラウンド 4位 珠海・インターナショナル・サーキット(中国) シリーズランキング1位
7ラウンド 4位 セパン・インターナショナル・サーキット(マレーシア)
8ラウンド 4位 セパン・インターナショナル・サーキット(マレーシア) シリーズランキング3位
9～13ラウンドは参戦せずポイント0で、最終的にはシリーズランキング6位
- 2007年 フォーミュラ・ルノーテスト走行 珠海・インターナショナル・サーキット(中国)

フォーミュラ3テスト走行 珠海・インターナショナル・サーキット(中国)
- 2008年 活動拠点を中国広州市に移す

フォーミュラ・ルノーテスト走行 珠海・インターナショナル・サーキット(中国)